# Butot-Vénesville

Butot-Vénesville este o comună în departamentul Seine-Maritime, Franța. În 1 ianuarie 2022 avea o populație de 237 de locuitori.